# Mostly Autumn
Mostly Autumn est un groupe de rock progressif britannique, originaire de York, North Yorkshire, en Angleterre. Il est principalement influencé par le rock progressif, et en particulier Genesis et Pink Floyd. Peu connu en Europe occidentale et centrale, ce groupe connaît beaucoup de succès en Grande-Bretagne.

## Biographie
Mostly Autumn est formé au milieu des années 1990, la formation originale comprenant des membres du cover band One Stoned Snowman (reprenant la musique de Pink Floyd). La première formation comprend Bryan Josh (chant, guitare), Heidi Widdop (chant), Iain Jennings (claviers), Liam Davison (guitare), Alun Hughes (basse), Bob Faulds (violin), Kev Gibbons (sifflets), et Chris Walton (batterie). La section rythmique comprend Alun Hughes et Chris Walton, qui partiront vers 1996 pour des raisons artistiques et familiales, et seront remplacé par le bassiste Stuart Carver et le batteur Allan Scott. Peu après, Widdop est remplacée au chant par Heather Findlay.
Cette formation enregistre l'album For All We Shared... en 1998. D'autres changements de formation s'effectuent pendant leur deuxième album, The Spirit of Autumn Past en 1999, Gibbons et Scott étant remplacé par Angela Goldthorpe et Rob McNeil, respectivement.
En 2000 (comme trio – Bryan, Heather et Angela), ils jouent pour Blackmore's Night à leur tournée Under a Violet Moon qui les amène à un plus grand public.
Sur leur troisième album, The Last Bright Light (2001), Rob McNeil est remplacé en retour par Jonathan Blackmore. Andy Smith remplace Stuart Carver à la basse. Peu avant leur tournée V Shows en 2004, le frère d'Iain, Andrew Jennings, endosse la batterie et les percussions. En ce temps, le groupe est félicité par Rick Wright de Pink Floyd.
Au début de 2007, le guitariste Liam Davison et le batteur Andrew Jennings quittent le groupe ; Davison pour se concentrer sur son album solo, et Jennings pour d'autres projets. Les morceaux de guitare seront partagé par le reste du groupe. L'ancien batteur de Karnataka, Gavin Griffiths, endosse la batterie pour leurs dates en 2007 ; Andrew Jennings se joint temporairement à eux à la fin 2007, jusqu'à l'arrivée d'Henry Bourne en 2008. Gavin Griffiths revient pour les premières dates en 2009 à Manchester et Londres. Un nouvel album studio, Glass Shadows, est publié au début de 2008.
Au début de 2010, Heather Findlay annonce son intention de partir pour se consacrer à une carrière en solo et sa famille. Elle joue pour la dernière fois avec le groupe au Leamington Spa Assembly le 2 avril 2010. Elle est remplacée par Olivia Sparnenn. Bryan Josh et Olivia Sparnenn se marient le 21 juin 2013.
Depuis la mi-2013, Helder et Griffiths restent absents des tournées du groupe ; leurs positions étant endossées par la claviériste Hannah Hird et le batteur Alex Cromarty. En mars 2014, ils révèlent le départ deBryan Josh et son remplacement officiel par Cromarty. Avec cette formation, ils publient un onzième album, Dressed in Voices.
À la mi-2015, leur ancienne flûtiste et claviériste Angela Gordon remplace Hannah Hird pour les tournées, et contribue même à l'enregistrement de l'album Sight of Day. Le 5 novembre 2017, le groupe annonce le décès du guitariste et membre fondateur Liam Davison.

## Discographie

### Albums studio
- 1998 : For All We Shared...
- 1999 : The Spirit of Autumn Past
- 2001 : The Last Bright Light
- 2001 : Music Inspired by The Lord of the Rings
- 2003 : Passengers
- 2005 : Storms Over Still Water
- 2006 : Heart Full of Sky
- 2008 : Glass Shadows
- 2010 : Go Well Diamond Heart
- 2012 : The Ghost Moon Orchestra
- 2014 : Dressed in Voices
- 2017 : Sight of Day
- 2019 : White Rainbow
- 2021 : Graveyard Star

### Compilations
- 2002 : Heroes Never Die - the Anthology (remplacé par la compilation ci-après)
- 2002 : Catch the Spirit - the Complete Anthology
- 2009 : Pass the Clock

### Singles
- 2001 : Goodbye Alone
- 2001 : Prints in the Stone
- 2005 : Spirits of Christmas Past

### Albums live
- The Story So Far (CD/VHS 2001)
- Live In The USA (CD 2003)
- The Fiddler's Shindig (CD 2003, DVD 2005)
- Live At The Canterbury Fayre (2003)
- Live at the Grand Opera House (DVD, 2003)
- The Next Chapter (DVD, 2003)
- The V Shows (DVD 2004, CD 2005)
- Pink Floyd Revisited (DVD 2005, CD 2004)
- Storms Over London Town (2006)
- That Night in Leamington (CD & DVD 2010)
- Still Beautiful Live 2011 (CD 2011)
- Live at the Boerderij  (CD & DVD 2012)
- Box of Tears (CD 2015)
- Back In These Arms. (2CD 2022)

## Membres

### Membres actuels
- Bryan Josh - chant, guitare, claviers, piano
- Iain Jennings - claviers, piano, chœurs
- Olivia Sparnenn - chant, percussions
- Angela Gordon - flutes, claviers, piano, chœurs
- Chris Johnson - claviers, piano, guitare, chœurs
- Andy Smith - guitare basse
- Henry Rogers – batterie

### Anciens membres
- Heather Findlay, chant, guitare, piano, percussions
- Liam Davison - guitare, chœurs
- Henry Bourne - batterie
- Gavin Griffiths - batterie
- Anne-Marie Helder - flûte, claviers, guitare, chœurs
- Stuart Carver - guitare basse
- Bob Faulds - violon
- Kev Gibbons - sifflet
- Allan Scott - batterie
- Rob McNeil - batterie
- Jonathan Blackmore - batterie
- Andrew Jennings - batterie